# 羅斯·巴奈特
羅斯·羅伯特·巴奈特（Ross Robert Barnett，1898年1月22日－1987年11月6日），是美國政治人物與種族隔離主義者，曾於1960年至1964年間擔任第53任密西西比州州長。他是南方民主黨人，堅定支持種族隔離政策。

## 早年生活

### 背景與求學
巴奈特出生於密西西比州利克郡的斯坦丁派恩（Standing Pine），為家中十名子女中最年幼者。父親約翰·威廉·巴奈特（John William Barnett）為南北戰爭南軍老兵，母親為維吉尼亞·安·查德威克（Virginia Ann Chadwick）。
第一次世界大戰期間，巴奈特曾在美國陸軍服役。退伍後，他從事多份工作以負擔學費，1922年於柯林頓市的密西西比學院（Mississippi College）獲得文學學士學位。1926年，他進入位於牛津市的密西西比大學（University of Mississippi，通稱 "Ole Miss"）法學院，取得法學學士學位，並在學期間教授一年級新生課程。
為節省開銷，他曾擔任學校清潔工、理髮師、銅管樂隊組織者，並推銷 WearEver 鋁製炊具。

### 法律生涯
巴奈特的第一個法律案件發生於就讀密西西比大學期間，是一宗關於牛隻返還權的訴訟，他勝訴並獲得2.50美元酬勞。他第一件正式的律師案件，是代理一位非裔女性對其前夫就一個側鞍價值的訴訟。此案在地方法庭敗訴，但在郡法院勝訴，酬勞為7.50美元。
由於未能成功加入任何律師事務所，他選擇在查爾斯·克里斯勒（Charles Crisler）辦公室附近租用辦公室，並隨後創立了自己的律所。在接下來的25年間，巴奈特成為密西西比州最成功的訴訟律師之一，年收入超過10萬美元，專精於對企業的損害賠償訴訟。他的客戶多為貧困的白人與黑人，甚至曾有年邁黑人在車禍後要求叫「羅斯·巴奈特醫生」來治療（因為稱謂中博士和醫生同為單詞「Doctor」）。
密西西比大學法學院院長羅伯特·法利（Robert Farley）曾形容他：「他不是一位傑出的法律專家，但極擅於操控陪審團。沒有人會說他懂很多法律。」
巴奈特經常提供義務法律服務，並於1943年起擔任密西西比州律師協會（Mississippi Bar Association）主席兩年。

### 個人生活
1929年，巴奈特與教師瑪麗·珀爾·克勞福德（Mary Pearl Crawford）結婚，兩人育有兩女一子。

## 政治生涯

### 初入政界
巴奈特利用其律師事務所得的收入涉足政界，曾於1951年與1955年兩度參加密西西比州州長的民主黨初選，但皆未當選。當時的密西西比為一黨主導的州，由民主黨掌控，黨內初選即為實質上的選舉。
1959年第三度參選時，他以堅決支持種族隔離為主軸展開競選，發行標語為《為維護隔離與提升生活水準的動態領導力》（"Dynamic Leadership – To Keep Segregation and Improve Our Standard of Living"）的宣傳冊，並發表如：「黑人與我們不同，是因為上帝讓他與我們不同以懲罰他。他的前額後斜、鼻子不同、嘴唇不同，膚色當然也不同」等種族主義言論。他的競選歌曲「與羅斯同行」（Roll with Ross）旋律後來被採用為密西西比州州歌「Go, Mississippi」，歌詞包含：
與羅斯同行，他是自己的主人，
為了隔離，一百分的堅定；
他不像其他紳士那樣溫和，
他會以堅決的意志對抗融合。
由於無共和黨人參選，巴奈特於1959年11月的大選中自動當選，並於1960年1月19日就職。在任期間，他主導紀念美國南北戰爭百年活動，並走訪南北戰爭戰場向陣亡的密西西比州士兵致敬。
1960年，巴奈特以「本地之子」身份參與民主黨總統初選，藉此抗議黨內領先人選約翰·甘迺迪對民權運動的支持，但未能勝出。隨後他嘗試仿效1948年「狄克西民主黨」（Dixiecrat）建立第三黨，反對民主黨於1960年全國代表大會上通過的民權綱領，惟未獲其他南方州長響應。他遂提倡設立未承諾支持任何候選人的民主黨選舉人名單，最終擊敗支持甘迺迪的密西西比選舉人團，將該州的8張選舉人票投給參議員哈里·伯德（Harry F. Byrd）。

### 州長任期
巴奈特就任初期，州議會即提出24項新法案以維護種族隔離政策，並下令縣巡迴書記官對司法部保密選民登記資料。作為密西西比州主權委員會主席，巴奈特向密西西比州公民協會（Citizens Councils）撥款超過10萬美元的州政府資助。他堅定擁護種族隔離政策，與民權運動之間的激烈對抗成為其任期的主軸。
1961年，巴奈特下令逮捕「自由乘車者」（Freedom Riders），並將其關押於密西西比州立监狱（又稱帕奇曼監獄農場）。儘管違法行為輕微，這些運動者在獄中遭受脫衣搜身、床位被移除、遭受侮辱與虐待。據稱，巴奈特曾告訴獄警：「打擊他們的精神，不是他們的骨頭。」
此種作風獲得州內部分支持，也用以轉移外界對其諸多爭議的關注，如未兌現對求職者的就業承諾、以私人關係安插人事，以及試圖奪取州立機構的控制權。巴奈特亦是白人至上主義組織「公民協會」（Citizens’ Councils）的成員。
1962年，密西西比州高等教育機構管理委員會（Institutions of Higher Learning）任命巴奈特為登記主任，以阻撓詹姆斯·梅瑞迪斯（James Meredith）進入巴奈特母校——密西西比大學。由於政治干預導致醫學院等校面臨失去認證的風險，委員會於校園暴動後撤銷任命。巴奈特因蔑視法庭被判罰金一萬美元並入獄，但最終未繳罰款亦未服刑，因第五巡迴上訴法院認定其「基本配合法院命令」，並考慮「情勢已變化」，終止相關指控 。當時僅有兩名州議員，喬·羅頓（Joe Wroten）與卡爾·魏森堡（Karl Wiesenburg）反對他抗拒聯邦命令的行為。1962年9月13日，巴奈特曾聲稱：「歷史上從未有白人種族在社會融合下得以生存。我們不會喝下種族滅絕的毒杯。」
在1962年密西西比大學暴動前夕，巴奈特於傑克逊市的橄欖球賽場上發表著名的「我愛密西西比」十六字演說。當晚密西西比大學對上肯塔基大學，場上41,000名觀眾揮舞著南方邦聯旗幟，在中場揭開巨幅旗幟，齊聲高呼：「我們要羅斯！」巴奈特走上球場中央，拿起麥克風說：
「我愛密西西比！我愛她的人民！我們的風俗，我尊重我們的傳統。」
許多密西西比人將種族隔離與「聖經」連結。身為浸信會主日學教師的巴奈特宣稱：「上帝是最早的隔離主義者。他讓黑人住在非洲……祂讓我們成為白人，是祂的旨意，我們就應當保持那樣。」 巴奈特亦表示密西西比州有全美最高比例的黑人，是因為「他們愛我們的生活方式，而這種方式就是種族隔離。」
1963年，巴奈特曾試圖阻止密西西比州立大學男子籃球隊參加NCAA錦標賽對戰芝加哥洛約拉大學的種族融合隊伍。該隊最終秘密離境參賽，雖敗給日後的全國冠軍，仍獲廣泛讚譽。

### 任期結束後

#### 來自共和黨的挑戰

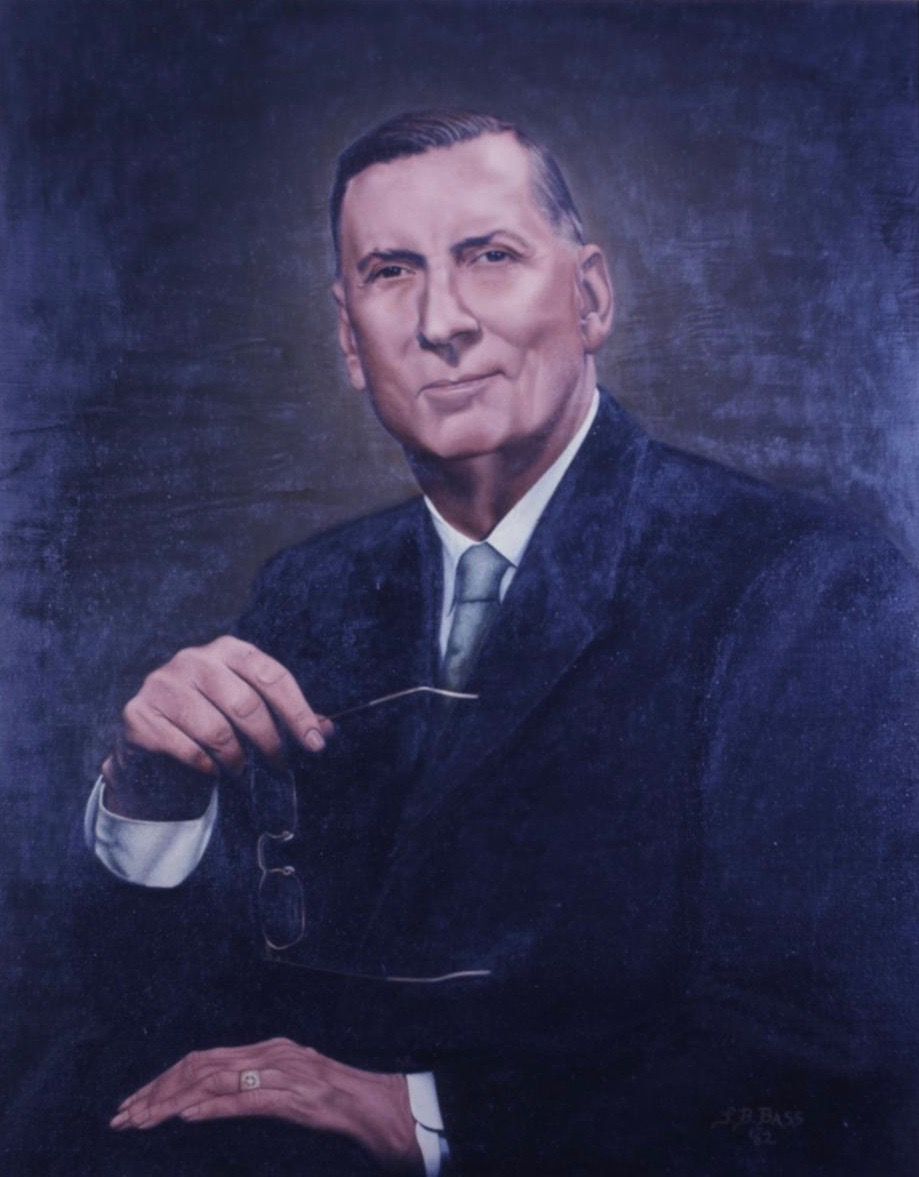
巴奈特的畫像

巴奈特的州長任期於1964年1月21日正式結束，由時任副州長保羅·B·約翰遜（Paul B. Johnson）接任。巴奈特以強烈反對密西西比州長期作為民主黨大本營的兩黨政治制度發展而聞名。他與州民主黨主席比德威爾·亞當（Bidwell Adam）一道，大力支持本州的民主黨候選人，包括由他欽點接任州長的約翰遜，以及四年前被巴奈特擊敗的副州長候選人卡羅爾·加汀（Carroll Gartin）。
在1963年的選舉中，約翰遜與加汀面臨共和黨候選人魯貝爾·菲利普斯（Rubel Phillips）與斯坦福·莫爾斯（Stanford Morse）的挑戰，這是數十年來首次有共和黨提名的州長與副州長候選人參選。巴奈特呼籲州內民主黨選民「掃除共和黨的威脅」，並表示自己「受夠了這些牆頭草、唯唯諾諾、掘雪而來的洋基共和黨人」，意指那些自北方遷入密西西比的外來者。
外界一度預期巴奈特將在1964年美國總統選舉中以種族隔離支持者身分挑戰現任總統林登·詹森（Lyndon B. Johnson）參與民主黨總統初選，但他最終未參選。其後，阿拉巴馬州州長喬治·華萊士（George C. Wallace）部分承接了這一角色，雖未公開對抗林登·詹森，卻在威斯康辛州、印第安納州與馬里蘭州等地區測試其政治實力。巴奈特強烈反對林登·詹森，曾於1964年7月4日一場名為「反暴政愛國者集會」中稱其為「冒牌的南方人……有朝一日甚至會脫離白人種族」，並因其反對「1964年民權法案」而支持共和黨候選人貝利·高華德（Barry Goldwater）。
巴奈特卸任後仍持續活躍於公共領域。1964年2月，在白人至上主義者拜倫·德拉·貝克威（Byron De La Beckwith）首次被起訴謀殺非裔民權領袖美德加·艾維斯（Medgar Evers）時，巴奈特現身庭審現場。在貝克威第二次受審期間，巴奈特曾在埃弗斯遺孀瑪莉·埃弗斯（Myrlie Evers）作證時中斷庭審，與貝克威當庭握手示意支持。前兩次審判因全白陪審團無法達成一致而未能定罪，直至三十年後貝克威才在第三次審判中被定罪，該事件亦被改編為電影「密西西比的鬼魂」（Ghosts of Mississippi）。

#### 與羅伯特·甘迺迪的「密大事件」爭議
1966年3月18日，前美國司法部長羅伯特·甘迺迪（Robert F. Kennedy）造訪密西西比大學，與學生與教職員對談。他曾在詹姆斯·梅瑞迪思（James Meredith）入學事件中多次致電巴奈特，嘗試和平解決事態。在該場吸引超過6,000人的演講中，甘迺迪談及種族和解，也回答了關於當年入學事件的提問。他回憶當年巴奈特曾提出一個方案：由美國法警在梅瑞迪思入學時對準他（班尼特）舉槍，以便拍攝一張象徵他「遭聯邦逼迫」的照片，引發現場一片哄笑。
甘迺迪還提到另一個遭遇失敗的提議，即讓梅瑞迪思在州府傑克遜報到，而巴奈特則留在牛津校本部，等梅瑞迪思完成註冊後，再由巴奈特「裝作驚訝」。甘迺迪表示，這些提議他都曾答應，但最終因局勢發展而未實施。 演講與答問結束後，甘迺迪獲得全場起立鼓掌歡迎。
翌日，巴奈特對甘迺迪的言論提出嚴厲批評：
「一個從未審理過案件、卻曾擔任美國司法部長高職的人，曾動用3萬名部隊、耗資約600萬美元，只為讓一名不合資格的學生進入密大，如今竟然又回到這場罪行的現場妄談當年往事，這種行為極其不妥……我告訴你們，巴比·甘迺迪是一名精神病態且危險的美國人。我們這個國家有不少精神異常的美國人，但他們大多留著長鬍子。巴比·甘迺迪是一個虛偽、左傾的披頭族，只不過他沒留鬍子。他粗心魯莽地扭曲事實。」

## 晚年生活
巴奈特於1967年嘗試再度競選州長，但在民主黨初選中表現不佳，僅獲得第四名，未能成功東山再起。其後，他重返法律界執業，並未對其過往政治立場表示悔意。他曾表示：「整體而言，我會再做一次一樣的事。」 此外，他亦從事農業活動，並在美國退伍軍人協會（American Legion）等團體前發表演說。
巴奈特始終未對其在種族隔離政策中的角色表達悔意。1982年，有人問及他對密西西比大學暴動事件的看法時，他回應道：「我不感到後悔，也不需要道歉。」
位於傑克遜市東北方的羅斯·巴奈特水庫（Ross Barnett Reservoir）即以其命名。2022年5月，有民眾發起請願，建議將該水庫更名為R.H. 克里夫蘭（R. H. Cleveland），以紀念這位戶外運動作家 。另外，在史密斯郡曾有一座湖泊亦以巴奈特命名，但後來更名為普倫提斯·沃克湖（Lake Prentiss Walker）。

## 逝世
巴奈特於1987年11月6日在密西西比州傑克遜市因肺炎逝世。其遺體安葬於密西西比州史丹丁派恩斯（Standing Pines）的巴奈特墓園（Barnett Cemetery）。